# Émile Picot
Émile Picot   (París, 13 de setembre de 1844 - Saint-Martin-d'Écublei, 24 de setembre de 1918) va ser un filòleg romànic francès.
El 1865 va obtenir la llicenciatura en dret, i després va exercir com a advocat a la Cort d'Apel·lacions de París. Posteriorment va treballar com a agent viceconsular francès a Hermannstadt (des del 1868) i Témesvar (des del 1869). Del 1875 al 1909 va impartir classes de filologia romanesa a l'École spéciale des Langues orientales de París. El 1888 va rebre el títol de professor.
De 1897 a 1918 va ser membre lliure de l'Académie des Inscriptions et Belles-Lettres, i de 1914 a 1918 va ser director de la Société des antiquaires de Normandie. També va ser editor de la revista Revue de linguistique et de philologie comparée.

## Obres seleccionades
- Les Serbes de Hongrie, leur histoire, etc., 1873 – Els serbis d'Hongria, la seva història, etc.
- Les Roumains de la Macédoine, 1875 – Els romanesos de Macedònia.
- Bibliografia Cornélienne; ou, Description raisonnée de toutes les éditions des oeuvres de Pierre Corneille, 1875 – Bibliografia de Pierre Corneille; descripció de totes les edicions de les seves obres.
- Pierre Gringore et les comédiens italiens, 1878 – Pierre Gringore i els actors italians.
- Chronique de Moldavie depuis le milieu du XIVe siècle jusqu'a l'an 1594, 1878 – Crònica de Moldàvia des de mitjan segle xiv fins a l'any 1594.
- Collection de documents pour servir à l'histoire de l'ancien théâtre, 1879 – Col·lecció de documents per a la història de l'antic teatre francès.
- Théâtre mystique de Pierre du Val et des libertins spirituels de Rouen, au 16e sìecle, 1882 – Teatre místic de Pierre du Val i llibertins espirituals de Roan al segle XVI.
- Catalog de livres component la bibliothéque de feu M. le baron James de Rothschild, 1884 – Catàleg de llibres de la biblioteca del baron James de Rothschild.
- Chants populaires des roumains de Serbie, 1889 – Cançons populars populars dels romanesos a Sèrbia.
- Œuvres poétiques de Guillaume Alexis ; amb Arthur Piaget (3 volums, 1896–1908) – Obres poètiques de Guillaume Alexis.
- Les Italiens in France au XVIe siècle, 1901 – Els italians a França al segle XVI.
- Les imprimeurs rouennais en Italie au xve siècle, 1911 – Els impressors de Rouen a Itàlia al segle XV.
- Pour et contre l'influence italienne a France au XVIe siècle, 1920 – Pros i contres pel que fa a la influència italiana a França al segle XVI.[3]